# Волгоградский судостроительный завод
ОАО «Волгоградский судостроительный завод» — судостроительное предприятие России, располагавшееся в Волгограде.

## История
Завод основан на берегу Сарептовского затона 1 октября 1931 года как Красноармейская судостроительная верфь (назван по городу Красноармейск, вошедшим в черту Сталинграда в 1931 году). В задачи новой верфи входило решение стратегической задачи обеспечения реки Волги транспортными судами «река—море» для бесперевалочной перевозки грузов из промышленных объектов, расположенных на Волге, в порты Чёрного, Каспийского, Балтийского и Средиземного морей. Обеспечение каспийского судоходства морскими судами также вошло в задачи завода.
- В 1935 году построена первая в стране цельносварная бензоналивная баржа «Нева» грузоподъемностью 4000 т.
- В 1940 году, когда верфь была переименована в завод № 264 Наркомата судостроительной промышленности (НКСП), на её стапелях стали строить бронекатера проекта 1124. Примерно тогда же получено задание по производству бронекорпусов и башен Т-34 для расположенного поблизости Сталинградского тракторного завода.
- Осенью 1941 на предприятие, переведённое из НКСП в Наркомат танковой промышленности, было эвакуировано конструкторское бюро Харьковского тракторного завода и часть его оборудования.
- В период Сталинградской битвы в 1942 году завод занимался выпуском комплектующих для фронта, бронекорпусов танков Т-34 для СТЗ, малые танки Т-60 по кооперации с «Красным Октябрём» и саратовским заводом № 180, корпусов штурмовиков Ил-2, поставлял для судов Волжской военной флотилии броневые щиты и бронебашни.
- С ноября 1965 года — Волгоградский судостроительный завод Министерства судостроительной промышленности СССР[1].
- 1963 — пассажирские морские дизель-электроходы «Баку» и «Волгоград»; речной танкер «Великий» грузоподъемностью 5000 т.
- 1967 — начало строительства танкеров «река-море» типа «Волгонефть» (построено 140 судов).
- 1979 — начало строительства траулеров-сейнеров для промысла в районах Дальнего Востока и северных морей (построено 180 судов).
- 1994—1998 серия из 10 сухогрузных теплоходов «река-море» проекта 16290/291 неограниченного района плавания.
- 2003 — завершение строительства серии из 10 танкеров-продуктовозов для компании «Лукойл».
- 2004 — начало строительства серии сухогрузов нового поколения дедвейтом 6970 т проекта 006RSD05, имеющих две полноповоротные винто-рулевые колонки.
- 2005 — начало строительства серии сухогрузов RSD19.
- 2009 — предприятие переживает тяжёлый период, по оценке некоторых экспертов пребывало в предбанкротном состоянии.[2]
- 2010 — в рамках реализации нового заказа на стапеле заложено одно из 10 судов для турецкой компании «Палмали». Новый танкер типа «море/река» длиной около 140 метров, шириной 16,6 метра, высотой борта шесть метров и грузоподъемностью около 6609/4409 тонн предназначен для перевозки сырой нефти и нефтепродуктов.
  - По результатам обследований Ростехнадзора часть корпусов завода и грузоподъёмные краны в 2010 году были признаны как находящиеся под угрозой разрушения[3]. Таким образом, они не пригодны для эксплуатации. После объявления банкротства часть производственных площадей арендуются для производства частей военной техники[4].
- 2011 — состояние завода стало еще хуже чем в 2009г, зарплата работникам задерживается по 5-7 месяцев, проходят постоянные забастовки. Собственники не уделяет никакого внимания предприятию, а только выкачивают деньги.[источник не указан 4661 день]

В 2010—2011 годах предприятие остановило производство.
- 2012 — на предприятии возникла высокая задолженность по оплате труда.
- В 2012 году работники завода приняли решения отказаться от участия в выборах президента. В открытом письме они попросили исключить их из списков избирателей. Причиной такого решения стала, как указано в письме, катастрофическая ситуация на предприятии, при которой рабочие уже 4 месяца не получают заработную плату, происходят сокращения рабочих, на заводе отключены питьевая вода, кислород и газ[6][7].
- 2013 — Волгоградский судостроительный завод объявлен банкротом. В связи с этим, в 2013 году осуществляется конкурсное производство, как последняя стадия банкротства компании. Управляющим назначен Лыженков С. Н.[8].
- 2019 По состоянию на начало 2019 года имущественный комплекс завода не был продан. Работа так и не восстановлена[9].
- По состоянию на 2019—2020 годы два цеха находятся в процессе переоборудования под оцинкование стальных листов[10][11].

## Виды деятельности
- судостроение
- судоремонт
- судовое машиностроение
- производство ответственных металлоконструкций

### Судостроение
Предприятие специализировалось на выпуске сухогрузных и наливных грузовых судов для речных, смешанных «река-море» и морских условий плавания.

## Регистр Ллойда
Предприятие имело постоянное представительство германского Ллойда, которое осуществляет надзор за строительством судов. Под надзором Регистра Ллойда построена серия из 10 сухогрузных судов «река-море», поставленных на экспорт в Германию. На 2009 год строилась серия из 10 танкеров для перевозки нефти и нефтепродуктов для компании Лукойл.

## Инфраструктура предприятия
- земельный участок — 71,4 га;
- площадь застройки — 37,3 га;
- общая площадь зданий и сооружений — 363,2 тыс. м²;
- производственные площади — 101,3 тыс. м²;
- протяженность асфальтированных дорог — 9,7 км;
- железнодорожных путей — 7,5 км
- достроечная набережная — 300 м.

## Санкции
12 июня 2024 года, на фоне российского вторжения на Украину, завод попал в блокирующий санкционный список США против сектора оборонной промышленности, так как он «производит корабельные иллюминаторы, люки, трапы, вентиляционную технику и системы кондиционирования, которыми оснащаются российские военные корабли».